# Ermida de São Luís (Faro)

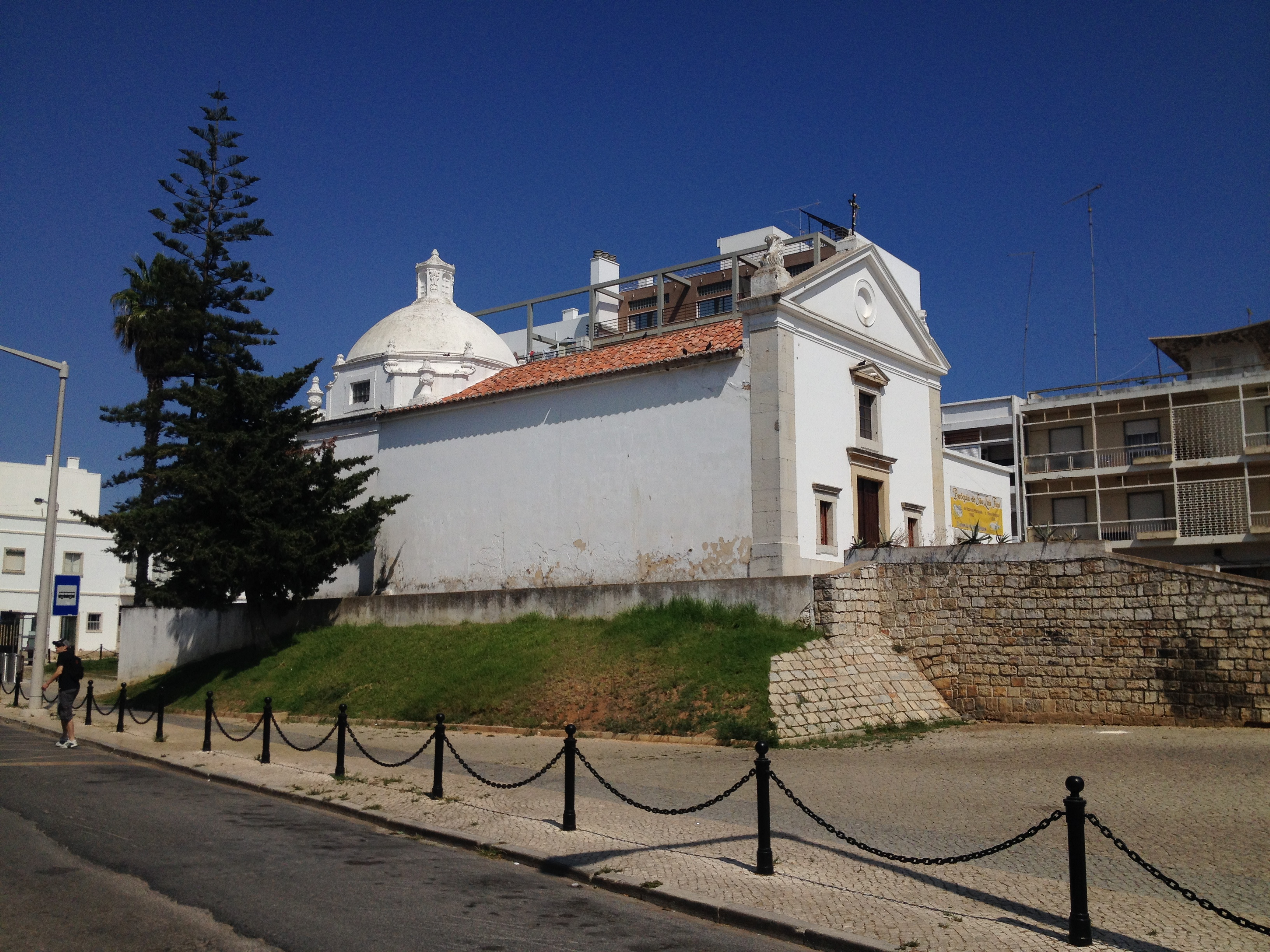
Ermida de São Luís, em Faro

A Ermida de São Luís é um edifício de Faro. Localizado nos antigos arrabaldes da cidade, este templo religioso situa-se em frente ao estádio com o mesmo nome. Trata-se de uma construção do século XVII com profunda remodelação no início do século XIX por iniciativa do Bispo Dom Francisco Gomes do Avelar e cunho do arquiteto genovês Francisco Xavier Fabri (igualmente responsável por outros edifícios da cidade, como o Arco da Vila e o Seminário Episcopal de Faro). Possui retábulo de talha neoclássica no altar-mor.

## Fonte
Lameira, Francisco I. C. Faro Edificações Notáveis. Edição da Câmara Municipal de Faro, 1995.